# 百瀬優
百瀬　優（ももせ　まさる、1989年10月17日 - ）は、長野県塩尻市出身の、日本の柔道選手である。階級は100 kg超級。身長186 cm、体重120 kg。得意技は体落。現在は旭化成所属。

## 人物
柔道は3歳の時に誠心館道場で始めた。小学校6年の時には全国少年柔道大会の団体戦で3位になった。丘中学3年の時に全国中学校柔道大会90kg超級で2位となった。その後、国士舘高校に進学すると、2年の時に金鷲旗で優勝を果たしたが、インターハイ団体戦では3位だった。さらに翌年の全国高校選手権団体戦では2位だった。3年の時にはインターハイ100kg超級の準決勝で崇徳高校の上川大樹に上四方固で敗れて3位だったが、団体戦では優勝を飾った。全日本ジュニアでも決勝で上川に指導2で敗れて2位にとどまった。
国士舘大学に進学後、1年の時にはアジアジュニアで優勝すると、全日本ジュニアの決勝でも上川を有効で破って優勝したが、世界ジュニアでは決勝でフランスのテディ・リネールに合技で敗れた。2年の時には学生体重別で優勝すると、講道館杯では2位となった。また、ワールドカップ・トビリシでシニアの国際大会初優勝を飾った。3年の時には北京で開催されたワールドコンバットゲームズ柔道競技の無差別で優勝を飾った。また、講道館杯でも優勝を果たした。4年の時にはユニバーシアードに出場して、個人戦は3位だったものの、団体戦で優勝を飾った。学生体重別では2年ぶり2度目の優勝を飾った。
2012年に旭化成に入社すると、全日本選手権では準々決勝で上川を2-1の判定で破るが、準決勝で大学の4年先輩である千葉県警の加藤博剛に巴投で技ありを取られて敗れた。その直後に出場したグランプリ・バクーでは優勝を飾った。グランプリ・アブダビでも優勝した。講道館杯では決勝で日本大学3年の原沢久喜に1-2の判定で敗れて2位だった。
2013年2月のグランプリ・デュッセルドルフでは、決勝でグルジアのアダム・オクルアシビリを体落で破るなど、オール一本勝ちで優勝を果たした。4月の全日本選手権では準々決勝で天理大学職員の穴井隆将に指導3で敗れて5位にとどまった。7月のユニバーシアード無差別決勝では、1階級下の選手であるチェコのルカシュ・クルパレク相手に技ありと有効を取りながら、終盤に反則負けを喫して2位に終わった。団体戦では優勝を飾った。10月のワールドコンバットゲームズ団体戦決勝のモンゴル戦では、2－2で迎えた大将戦で勝利を収めてチームを優勝に導き、3年前の個人戦と合わせて今大会での2冠を達成した。講道館杯では2位、グランドスラム・東京では3位だった。2014年には東アジア選手権で優勝を飾った。2017年からは会社の柔道部コーチとなった。現役引退試合となった2017年の全日本選手権では、3回戦でリオデジャネイロオリンピック銀メダリストである原沢久喜を開始30秒過ぎの送襟絞で破るが、準々決勝で加藤博剛に巴投の有効で敗れて5位だった。試合後には、「高校、大学と本当に厳しくて…。でも、それがあったから今がある」と語った。2020年10月には全日本代表チーム100㎏超級のコーチに就任した。

## 戦績
- 2001年 -　全国少年柔道大会　団体戦　3位
- 2004年 -　全国中学校柔道大会　2位
- 2006年 -　金鷲旗　優勝
- 2006年 -　インターハイ　団体戦　2位
- 2007年 -　全国高校選手権　3位
- 2007年 -　金鷲旗　2位
- 2007年 -　インターハイ　個人戦　3位　団体戦　優勝
- 2007年 -　全日本ジュニア　2位
- 2008年 -　サンスジュニア国際　2位
- 2008年 -　ブレーメンジュニア国際　優勝
- 2008年 -　ロシアジュニア国際　3位
- 2008年 -　学生優勝大会　3位
- 2008年 -　アジアジュニア　優勝
- 2008年 -　全日本ジュニア　優勝
- 2008年 -　世界ジュニア　2位
- 2008年 -　学生団体体重別　2位
- 2009年 -　学生優勝大会　3位
- 2009年 -　学生体重別　優勝
- 2009年 -　講道館杯　2位
- 2009年 -　学生団体体重別　3位
- 2010年 -　ワールドカップ・トビリシ　優勝
- 2010年 -　選抜体重別　3位
- 2010年 -　学生優勝大会　2位
- 2010年 -　ワールドカップ・サルヴァドール　優勝
- 2010年 -　世界武道・格闘技大会　優勝
- 2010年 -　グランプリ・ロッテルダム　5位
- 2010年 -　講道館杯　優勝
- 2010年 -　学生団体体重別　3位
- 2010年 -　ワールドカップ・スウォン　3位
- 2011年 -　学生優勝大会　2位
- 2011年 -　ユニバーシアード　個人戦　無差別　3位　団体戦　優勝
- 2011年 -　学生体重別　優勝
- 2012年 -　全日本選手権　3位
- 2012年 -　グランプリ・バクー　優勝
- 2012年 -　全日本実業柔道団体対抗大会　優勝
- 2012年 -　全日本実業柔道個人選手権大会　2位
- 2012年 -　グランプリ・アブダビ　優勝
- 2012年 -　講道館杯　2位
- 2012年 -　グランドスラム・東京　5位
- 2012年 -　ワールドカップ・チェジュ　優勝
- 2013年 -　ヨーロッパオープン・ブダペスト　2位
- 2013年 -　グランプリ・デュッセルドルフ　優勝
- 2013年 - 　全日本選手権 5位
- 2013年 -　実業団体　優勝
- 2013年 - ユニバーシアード　個人戦　2位　団体戦　優勝
- 2013年 -　ワールドコンバットゲームズ　団体戦　優勝
- 2013年 -　講道館杯　2位
- 2013年 -　グランドスラム・東京 3位
- 2014年 -　東アジア選手権　個人戦　優勝　団体戦　2位
- 2014年 -　実業団体　優勝
- 2014年 -　講道館杯　5位
- 2015年 -　実業団体　優勝
- 2016年 -　全日本選手権 5位
- 2016年 - 実業団体 2位
- 2016年 -　実業個人選手権　3位
- 2017年-　全日本選手権 5位

(出典、JudoInside.com)。